# 乙女村
乙女村（おとめむら）は、かつて熊本県上益城郡にあった村。

## 沿革
- 1889年（明治22年）4月1日 - 町村制施行に伴い上益城郡津志田村、世持村、麻生原村、船津村、田口村、府領村、中山村、南三ヶ村が合併し、乙女村が発足。
- 1955年（昭和30年）1月1日 - 上益城郡甲佐町、宮内村、龍野村、白旗村と合併し、甲佐町となる。

## 学校
- 乙女村立乙女小学校